# FA Ulisz Jerevan
Az Ulisz Jerevan (örmény betűkkel Ֆուտբոլային Ակումբ Ուլիս Երեւան, magyar átírásban Futbolajin Akumb Ulisz Jerevan, a nyugati sajtóban FC Ulisses) örmény labdarúgócsapat Jerevánban.
Mivel saját stadionnal nem rendelkezik, a jereváni Hrazdan Stadionban rendezi hazai mérkőzéseit.

## Korábbi nevei
- 2000–2004: Dinamo-2000 Jerevan
- 2004–2006: Dinamo-Zenit Jerevan (a csapat az új örmény szponzor nevét vette fel)
- 2006 óta Ulisz Jerevan

## Sikerei
- Örmény labdarúgó-bajnokság (Bardzragujn humb)
  - Bajnok (1 alkalommal): 2011
  - Bronzérmes (2 alkalommal): 2009, 2010

## Eredményei

### Bajnoki múlt
Az Ulisz helyezései az örmény labdarúgó-bajnokság élvonalában.
| Idény | Helyezés |
| ----- | -------- |
| 2001  | 9. hely  |
| 2002  | 10. hely |
| 2003  | 6. hely  |
| 2004  | 5. hely  |
| 2005  | 6. hely  |
| 2006  | 8. hely  |
| 2007  | 7. hely  |

| Idény     | Helyezés |
| --------- | -------- |
| 2008      | 6. hely  |
| 2009      | 3. hely  |
| 2010      | 3. hely  |
| 2011      | Bajnok   |
| 2012–2013 | 6. hely  |
| 2013–2014 | 7. hely  |

### Európaikupa-szereplés

#### Összesítve
| Kupa            | M | GY | D | V | LG–KG |
| --------------- | - | -- | - | - | ----- |
| Bajnokok Ligája | 2 | 0  | 0 | 2 | 0–2   |
| Európa-liga     | 4 | 0  | 1 | 3 | 0–6   |
| Összesítve      | 6 | 0  | 1 | 5 | 0–8   |

#### Szezonális bontásban
| Kupa            | Idény     | Forduló         | Klub             | 1. mérk. | 2. mérk. | Össz. |
| --------------- | --------- | --------------- | ---------------- | -------- | -------- | ----- |
| Európa-liga     | 2010–2011 | 1. selejtezőkör | Bné Jehúdá       | 0–0      | 0–1      | 0–1   |
| Európa-liga     | 2011–2012 | 1. selejtezőkör | Ferencváros      | 0–3      | 0–2      | 0–5   |
| Bajnokok Ligája | 2012–2013 | 1. selejtezőkör | Sheriff Tiraspol | 0–1      | 0–1      | 0–2   |

Megjegyzés: Az eredmények minden esetben az Ulisz szemszögéből értendőek, a dőlten írt mérkőzéseket pályaválasztóként játszotta.